# Flohfalle

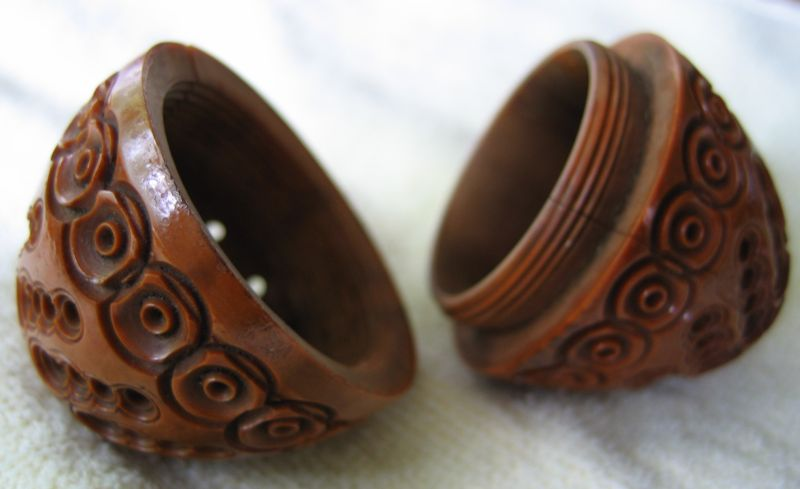
Flohfalle in Ei-Form, sog. „Floh-Ei“ (vermutlich aus Coquilla-Nuss, Ende 19. Jahrhundert)

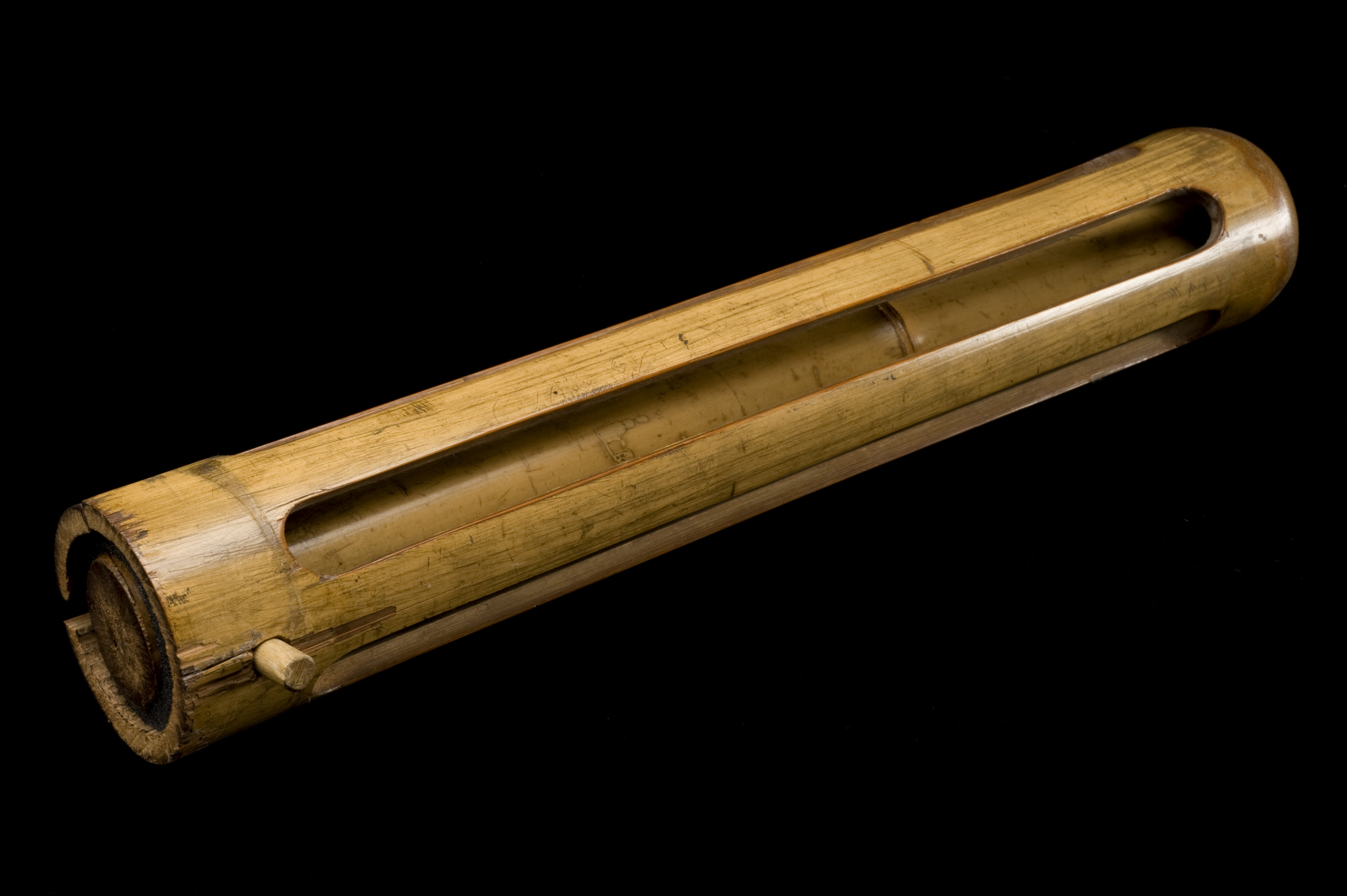
Chinesische Bambus-Flohfalle (ca. 1751–1850)

Als Flohfalle bezeichnet man einfache bis komplexe Geräte und Utensilien, mit denen Flöhe und anderes Ungeziefer gefangen und abgetötet werden sollen.

## Einfache Flohfallen
In einschlägigen Fachforen und -zeitschriften findet sich oft der Rat, bei Flohbefall im Haushalt flache Teller aufzustellen, in die dann etwas Wasser mit Spülmittel gefüllt werden soll. In der Mitte des Tellers wird eine kleine Teelichtkerze positioniert. Diese einfache Flohfalle wird anschließend auf dem Boden des befallenen Zimmers abgestellt, jedoch in sicherer Entfernung von Möbeln, Gardinen und anderen brennbaren Gegenständen und Materialien. Die Flöhe werden durch die Wärme, das Licht und die Kohlenstoffdioxid-Abgabe der Kerze angelockt. Durch das Spülmittel wird die Oberflächenspannung des Wassers stark verringert, sodass der Floh untergeht und ertrinkt.

## Historische Flohfallen
Aus dem 18. und 19. Jahrhundert sind Objekte überliefert, die in Museen und Auktionen als Flohfallen bezeichnet werden. Sie bestehen meist aus Holz, Nussschalen oder Elfenbein, sind hohl und durchbrochen gearbeitet und mit einem Schraubverschluss versehen. Als Verwendungsweise wird zumeist angegeben, dass ein Lockstoff im Inneren platziert wurde, der die Flöhe veranlassen sollte, hineinzukriechen. Konisch zulaufende Löcher und/oder eine klebrige Masse sollten dann die Flöhe daran hindern, das Gefäß wieder zu verlassen. Die ältesten Schriftquellen können allerdings auch so interpretiert werden, dass Flohfallen bereits von Zeitgenossen als Kuriosum betrachtet wurden, das durchaus auch sexuelle Phantasien anregte, da Flohfallen angeblich ausschließlich von Frauen benutzt wurden.  Möglicherweise wurde ihre Bedeutung für den Alltag daher stark übertrieben dargestellt. Die als Flohfallen angesprochenen Objekte könnten auch der Aufnahme von Duftstoffen gedient haben oder speziell wegen der anzüglichen Assoziationen angefertigt worden sein.
Besonderen Zweifel weckt ein 1727 ein anonym herausgegebenes Heft, das ausschließlich von Flohfallen handelt und seine wortreichen, von einem satirisch-süffisanten Unterton getragenen Beschreibungen immer wieder durch sexuelle Anspielungen in Latein und Französisch unterbricht:

„Einiges Frauenzimmer [...] so sich derselben schon bedienet/ und dieses Büchsgen unter ihren vornehmsten Hausrath zählet/ hat uns referiret/ wie es diese Thierlein auf folgende Weise noch besser in das Natz bekommen und fangen könte/ wenn es nemlich den Petiolum, statt Bluts/ mit einer süssen kleberichten Materie/ als etwa das Honig und Syrup ist/bestrieche/ und die Falle so dann zwischen die Brüste/ circa Parnassum bicipitem, nun Musis sed Veneri sacratum, h.e. mammillas sororiantes Cupidinemque undique spirantes, oder an einem andern Ort/ où vous sçaves, wo sie von solchen incommodiret würden/ hängte/ da kämen sie nach dem süssen Honig oder Syrup starck gesprungen/ blieben aber propter viscisitatem alle daran kleben/ und könten so dann hernach gar leicht von einer hitzigen und blutdürstigen Diana, die zugleich das Amt eines Nachrichters zu versehen hätte, erleget und auf einem höltzern Teller commode abgeschlachtet werden [...]“

Nach fünf Seiten (S. 52–57) Spottgedichten auf verschiedene Frauen zitiert das Heft aus einem Werk namens "Floia cortum versicale de Flois, Swartibus illis Deiriculis, quae omnes fere Minschos, Mannos, Weibras, Jungfras &c. Behüppere & spitzibus Schnablis stechere & beissere solent" eines gewissen Gripholdus Knickknackius ex Floilanda. (S. 60) Damit dürfte endgültig klar sein, dass das Heft nicht als verlässliche Quelle für historische Flohfallen betrachtet werden darf.
Dem Zibellino, einem spätmittelalterlichen Pelzschal in Tierform, wurde ebenfalls die Eigenschaft einer Flohfalle zugeschrieben (siehe → Flohpelz). In Sibirien sollen ehemals Hemden aus Hasenfellen als praktische, weil leicht auszuschüttelnde Flohfallen beliebt gewesen sein.